# Privateering
Privateering – siódmy solowy album Marka Knopflera, wydany 3 września 2012.
Pierwszym oficjalnie zaprezentowanym utworem z albumu była piosenka „Redbud Tree”, która została udostępniona niektórym rozgłośniom radiowym i przed wydaniem albumu była dostępna do odsłuchania na oficjalnej stronie artysty. „Redbud Tree” nie był wydany jako typowy singel, ale ma służyć jako focus track dla całego albumu.
W 2016 album uzyskał w Polsce status platynowej płyty.

## Lista utworów

### CD 1
1. „Redbud Tree”
2. „Haul Away”
3. „Don't Forget Your Hat”
4. „Privateering”
5. „Miss You Blues”
6. „Corned Beef City”
7. „Go, Love”
8. „Hot or What”
9. „Yon Two Crows”
10. „Seattle”

### CD 2
1. „Kingdom Of Gold”
2. „Got To Have Something”
3. „Radio City Serenade”
4. „I Used To Could”
5. „Gator Blood”
6. „Bluebird”
7. „Dream Of The Drowned Submariner”
8. „Blood And Water”
9. „Today Is Okay”
10. „After The Beanstalk”

## Muzycy
- Mark Knopfler – wokal, gitary, producent
- Richard Bennett – gitary
- Guy Fletcher – instrumenty klawiszowe
- Glenn Worf – gitara basowa
- Ian Thomas – perkusja
- John McCusker – skrzypce, cytra
- Jim Cox – fortepian, organy
- Paul Franklin – elektryczna gitara hawajska
- Phil Cunningham – akordeon
- Michael McGoldrick – flet
- Kim Wilson – harmonijka
- Ruth Moody – wokal
- Chris Botti – trąbka